# 百瀬アキラの初恋破綻中。
『百瀬アキラの初恋破綻中。』（ももせアキラのはつこいはたんちゅう。）は、晴川シンタによる日本の漫画作品。『週刊少年サンデー』（小学館）にて、2024年39号から連載中。

## 登場人物
百瀬 アキラ（ももせ アキラ）
久我山 はじめ（くがやま はじめ）

## 書誌情報
- 晴川シンタ『百瀬アキラの初恋破綻中。』小学館〈少年サンデーコミックス〉、既刊3巻（2024年6月18日現在）
  1. 2024年12月18日発売[2]、ISBN 978-4-09-853684-9
  2. 2025年3月18日発売[3]、ISBN 978-4-09-854027-3
  3. 2025年6月18日発売[4]、ISBN 978-4-09-854149-2